# هوای آفتاب (آلبوم)
هوای آفتاب آلبومی با خوانندگی سالار عقیلی و آهنگسازی نوید دهقان و همکاری گروه قمر است.
این آلبوم در تاریخ ۱۹ اسفند ۱۳۸۸ در ایران توسط مؤسسه فرهنگی هنری آوای باربد شده‌است. شعر سیاوش کسرایی تنها شعر نو در آلبوم موسیقی سنتی سالار عقیلی و گروه قمر است، اما او تنها شاعر این آلبوم نیست؛ هوشنگ ابتهاج در کنار مولوی، خواجوی کرمانی، حافظ و سعدی، صاحبان اشعار آلبوم هوای آفتاب هستند.

## آهنگ‌ها
- ۱: ابر
- ۲: آواز راک
- ۳: تصنیف هوای آفتاب
- ۴: عود
- ۵: تصنیف غلام قمر
- ۶: ساز و آواز ماهور
- ۷: تصنیف دیوانهٔ مست

## عوامل
- گروه قمر